# August Dehne (Konditor)

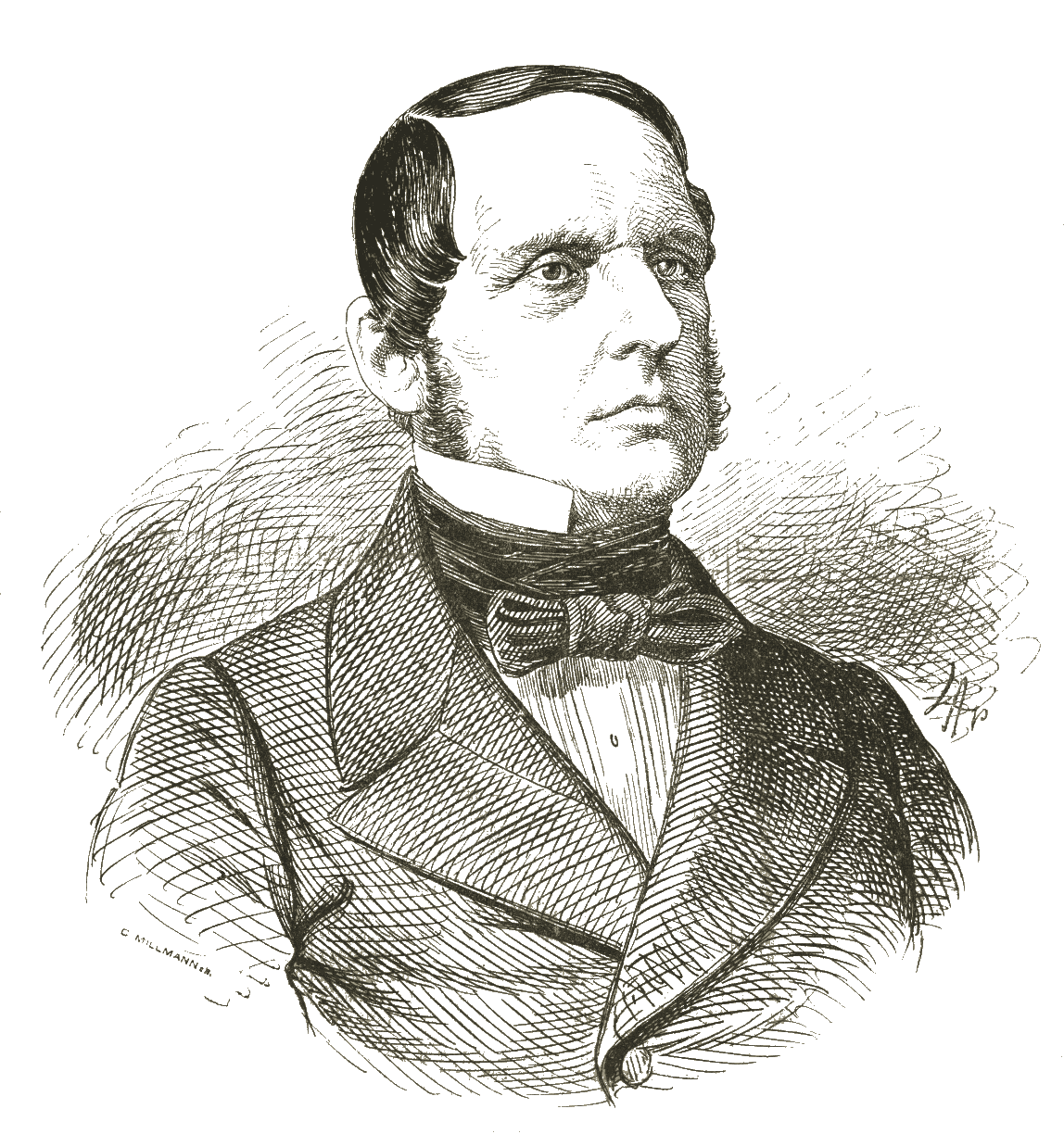
August Dehne (Illustrirtes Wiener Extrablatt, 1875)

August Dehne (* 17. Jänner 1796; † 12. Oktober 1875 in Hütteldorf, heute Dehnegasse 10, Wien 14) war ein österreichischer Konditor in Wien.

## Leben
Sein Vater, der deutsche Zuckerbäcker Ludwig Dehne († 8. Mai 1799), eröffnete die „k.k. Hofzuckerbäckerei“ am Michaelerplatz im 1. Wiener Gemeindebezirk. Nach seinem Tod 1799 heiratete seine Witwe Antonia den Zuckerbäcker Gottlieb Wohlfahrt. 1813 kauften sie das Haus Michaelerplatz 14. Trotz zahlreicher Innovationen wie Gefrorenes konnten die Finanzen des Unternehmens nicht saniert werden. Nach dem Tod von Gottlieb Wohlfahrt 1826 gelang der Witwe und ihrem Sohn aus erster Ehe August Dehne aber wieder der wirtschaftliche Aufschwung.
Weitergeführt wurde der Betrieb nach dem Tod der Mutter 1832 von August Dehne, der damit ein beachtliches Vermögen erwirtschaftete. Er erwarb das Palais Dietrichstein in der Dorotheergasse und großen Grundbesitz in Hütteldorf. Der Dehnepark und die Dehnegasse im 14. Wiener Gemeindebezirk zeugen heute noch davon.
Dehne war von 1812 bis 1815 Angehöriger der k.k. Armee und nahm als Kadettfeldwebel unter Vinzenz Ferrerius von Bianchi (1768–1855) an den Feldzügen in Italien sowie im südlichen Frankreich teil (siehe: Befreiungskriege), was ihm die Zuerkennung des sogenannten Kanonenkreuzes eintrug. Während der Revolution von 1848 war er Hauptmann einer Kompanie-Garde gegen die Rebellen.
Da der Sohn von August Dehne als Jurist eine andere Laufbahn einschlug, verkaufte Dehne die Konditorei samt allen Privilegien 1857 an seinen ältesten Gesellen, Christoph Demel (1805–1883). Das Geschäft wurde auf den Kohlmarkt verlegt und dort von den Söhnen Josef und Karl weitergeführt, seitdem heißt es Christoph Demel’s Söhne. 
August Dehne war mit Anna Felbermayer verheiratet.